# فريتز ريهن
فريتز ريهن (بالألمانية: Fritz Rehn)‏ (و. 1874 – 1934 م) هو قاضي، ومحامي ألماني، توفي عن عمر يناهز 60 عاماً، بسبب مرض.

## مناصب
تولى منصب Judge of the People's Court ‏
.